# José Ferreira Pinto
Pour les articles homonymes, voir Ferreira, José Pinto (homonymie) et Pinto.
José Ferreira Pinto, de son nom complet José Fernando Ferreira Pinto, est un footballeur portugais né le 7 novembre 1939 à Benguela en Angola portugais. Il évoluait au poste de milieu.

## Biographie

### En club
José Ferreira Pinto évolue d'abord avec le Sporting Benguela (en), une filiale du Sporting Portugal basée dans sa ville natale à Benguela alors en Angola portugais,,.
En 1957, il gagne la métropole pour rejoindre les Lions et découvre la première division portugaise lors de la saison 1958-1959,,.
Son passage au Sporting est contrasté, jouant peu de matchs : lors de la saison 1961-1962, le Sporting CP est sacré Champion du Portugal mais Ferreira Pinto ne dispute aucun match,.
En 1962, il rejoint le GD CUF et devient rapidement titulaire,,.
Après trois saisons avec le club de Barreiro, il devient joueur du Benfica Lisbonne en 1965,,.
Il dispute notamment la Coupe des clubs champions lors de la saison 1965-1966, il marque un but contre le Stade Dudelange au premier tour, Benfica est éliminé en quarts de finale à la suite d'une confrontation contre Manchester United.
Si Benfica remporte le Championnat du Portugal en 1967, Ferreira Pinto ne joue pas de match à cette occasion en première division et n'est pas sacré,,.
Par contre, il remporte le Champion du Portugal en 1968 en disputant une unique rencontre cette saison-là,,.
Il quitte Benfica et après deux saisons passées sous les couleurs de l'União de Tomar, il raccroche les crampons en 1970,,.
Il dispute un total de 141 matchs pour 36 buts marqués en première division portugaise,. Au sein des compétitions européennes, il dispute 3 matchs en Coupe des clubs champions un but marqué.

### En équipe nationale
International portugais, il reçoit deux sélections en équipe du Portugal durant l'année 1965.  Le 24 juin, il dispute un match amical contre le Brésil (match nul 0-0 à Porto). Le 31 octobre 1965, il joue pour le compte des qualifications pour la Coupe du monde 1966 contre la Tchécoslovaquie (match nul 0-0 à Porto).

## Palmarès
Benfica Lisbonne
- Championnat du Portugal (1) :
  - Champion : 1967-68.

## Vie privée
Il est le frère de Fernando Ferreira Pinto, qui a joué aussi au Sporting Portugal.